# Jean-Paul Mulders
Jean-Paul Mulders (* 29. April 1968 in Kortrijk) ist ein belgischer Journalist und Autor von Sachbüchern und Belletristik.

## Leben
Nach seinem Jurastudium arbeitete er kurzzeitig für eine Anwaltskanzlei, entschied sich dann aber, als Journalist zu arbeiten. Er schrieb für De Morgen und Het Laatste Nieuws. Seit 2002 hat er eine wöchentliche Kolumne in der Knack Weekend.
Ab 2008 befasste er sich mit Nachforschungen über den angeblichen Hitler-Sohn Jean Loret, über den er das Buch Auf der Suche nach Hitlers Sohn: eine Beweisaufnahme veröffentlichte. Außerdem veröffentlichte er Spekulationen über eine angebliche jüdische Abstammung Hitlers. Der Genetiker Ronny Decorte, auf den sich Mulders dabei beruft, erklärte jedoch, dass die Ergebnisse von Mulders' Recherchen wenig aussagekräftig seien.

## Werke (Auswahl)
- mit Annick Lesage: Een zeer treurige prins: het leven van Jotie T'Hooft. Manteau, Antwerpen 1997, ISBN 978-90-223-1445-6.
- mit Annick Lesage: Cybercindy: de magie van het chatten. Standaard; Sdu, cop, Antwerpen 1998, ISBN 978-90-75566-69-7.
- Aftersun: roman van een verschroeiende liefde. Van Halewyck, Kessel-Lo 2002, ISBN 978-90-5617-396-8.
- Auf der Suche nach Hitlers Sohn: eine Beweisaufnahme. Herbig, München 2009, ISBN 978-3-7766-2595-0.
- mit Diane Broeckhoven: Hoed u voor namaak: confidenties en ontboezemingen. Uitgeverij Vrijdag, cop., Antwerpen 2011, ISBN 978-94-6001-120-7.
- Das Müffelmonster Brüllala (mit Illustrationen von Jacques Maes und Lise Braekers), Bohem Verlag, Münster 2014, ISBN 978-3-95939-017-0.